# Promachus captans
Promachus captans là một loài ruồi trong họ Asilidae. Promachus captans được Walker miêu tả năm 1851. Loài này phân bố ở vùng Tân nhiệt đới.